# Каракозький сільський округ
Карако́зький сільський округ (каз. Қаракөз ауылдық округі, рос. Каракозский сельский округ) — адміністративна одиниця у складі Аксуського району Жетисуської області Казахстану. Адміністративний центр — село Каракоз.
Населення — 951 особа (2021; 939 у 2009, 1201 у 1999, 1877 у 1989).
Станом на 1989 рік існувала Каракозька сільська рада (села Каракоз, Кенгарин).

## Склад
До складу округу входять такі населені пункти:
| Населений пункт | Населення, осіб (1989) | Населення, осіб (1999) | Населення, осіб (2009) | Населення, осіб (2021) |
| --------------- | ---------------------- | ---------------------- | ---------------------- | ---------------------- |
| Каракоз, село   | 1391                   | 821                    | 599                    | 574                    |
| Кенкарин, село  | 486                    | 380                    | 340                    | 377                    |